# L'Été dernier
L'Été dernier (bra: Culpa e Desejo) é um filme de 2023 dirigido por Catherine Breillat. Fez parte da seleção oficial do Festival de Cannes 2023. No Brasil, foi lançado pela Synapse Distribution nos cinemas em 23 de novembro de 2023, antes do lançamento, foi apresentado no Festival Varilux de Cinema Francês 2023.

## Sinopse
Anne é uma renomada advogada especializada em violência sexual contra menores. Ao conhecer o filho de 17 anos de seu parceiro, ela inicia um relacionamento incestuoso com ele, colocando em risco a sua carreira e a perda de sua família.

## Elenco
- Léa Drucker : Anne
- Samuel Kircher : Théo
- Olivier Rabourdin : Pierre
- Clotilde Courau : Mina
- Serena Hu : Serena
- Angela Chen : Angela
- Jérôme Kircher : amigo de Anne e Pierre
- Karim Achoui : advogado de Théo

## Recepção
Na França, o filme tem uma nota média de 3,6/5 no agregador do AlloCiné, calculada a partir de 35 resenhas da imprensa.
No agregador de críticas Rotten Tomatoes, na pontuação onde a equipe do site categoriza as opiniões da grande mídia e da mídia independente apenas como positivas ou negativas, tem um índice de aprovação de 77% calculado com base em 26 comentários dos críticos. Por comparação, com as mesmas opiniões sendo calculadas usando uma média aritmética ponderada, a nota alcançada é 6,6/10.